# Varvažov
Varvažov (en allemand : Warwaschau) est une commune du district de Písek, dans la région de Bohême-du-Sud, en République tchèque. Sa population s'élevait à 184 habitants en 2020.

## Géographie
Varvažov se trouve à 8 km à l'ouest du centre de Mirotice, à 16 km au nord de Písek, à 58 km au nord-nord-ouest de České Budějovice et à 74 km au sud-sud-ouest de Prague.
La commune est limitée par Nevězice et Kostelec nad Vltavou au nord, par Jickovice et Zvíkovské Podhradí à l'est, par Oslov au sud, et par Ostrovec et Smetanova Lhota à l'ouest.

## Histoire
La première mention écrite du village date de 1387.

## Transports
Par la route, Varvažov se trouve à 18,5 km de Milevsko , à 21 km de Písek, à 71 km de České Budějovice et à 90 km de Prague.